# Hipparchia statilinus
Hipparchia statilinus är en fjärilsart som beskrevs av Hüfnagel 1766. Hipparchia statilinus ingår i släktet Hipparchia och familjen praktfjärilar. IUCN kategoriserar arten globalt som livskraftig. Inga underarter finns listade i Catalogue of Life.

## Bildgalleri

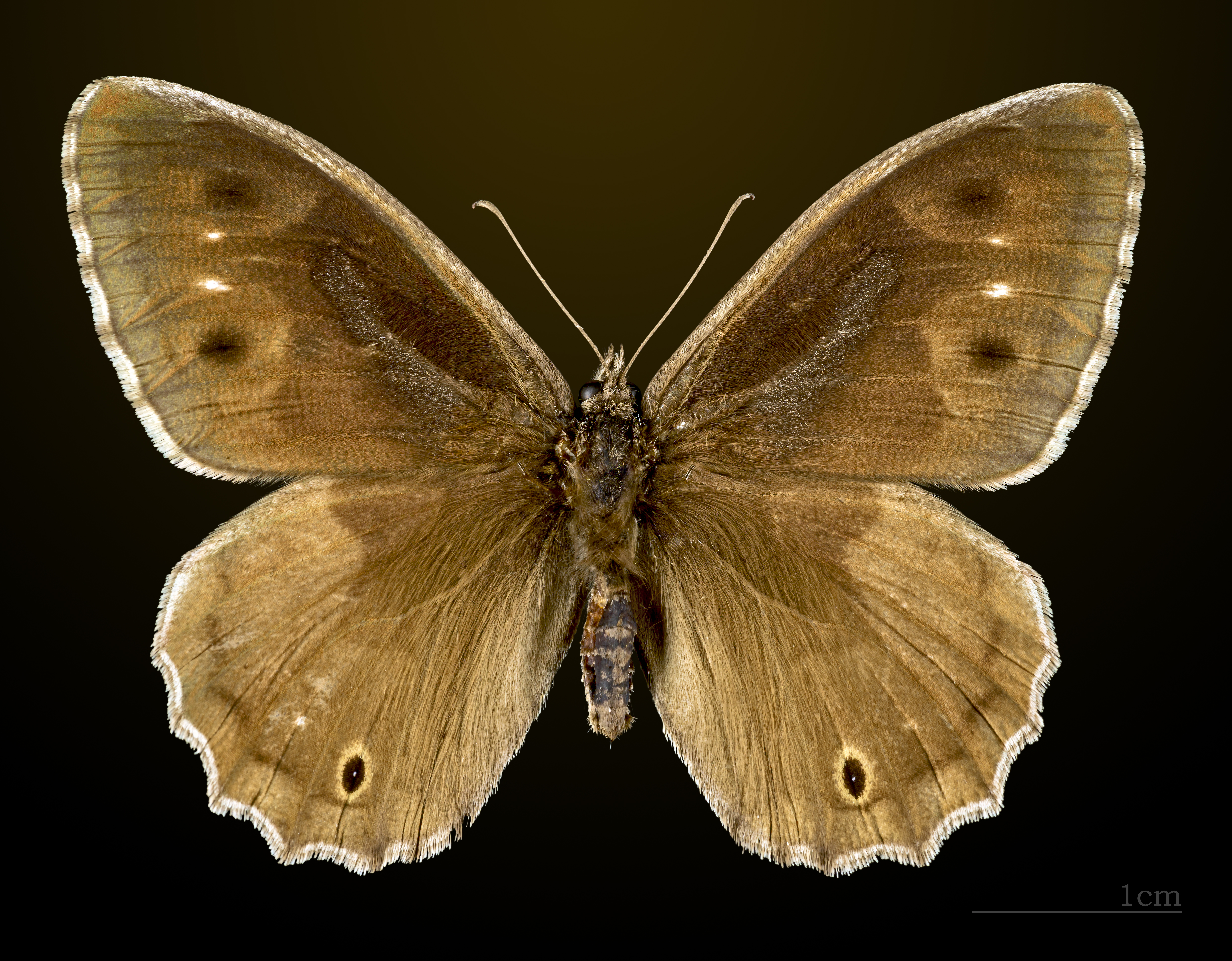
♂
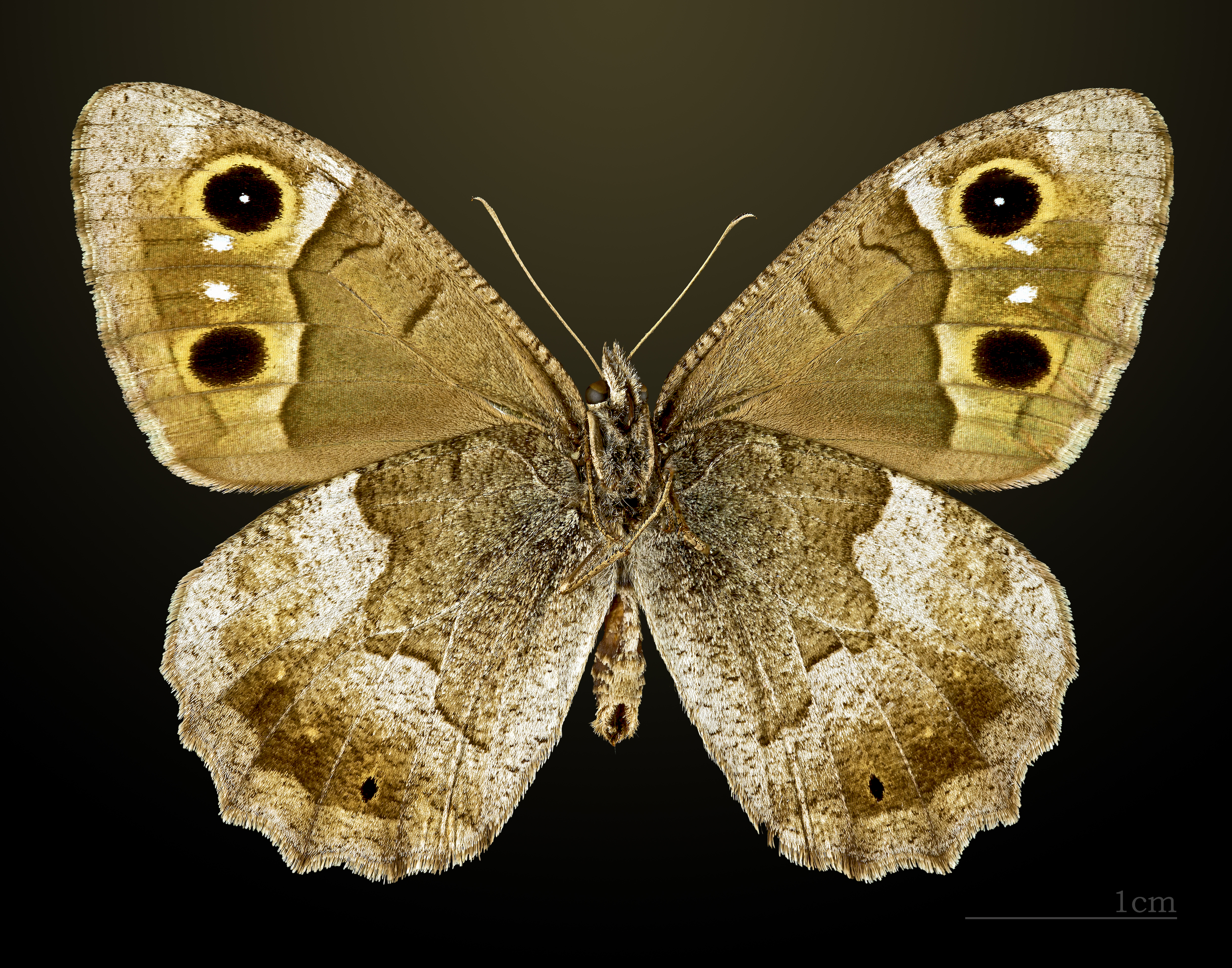
♂ △
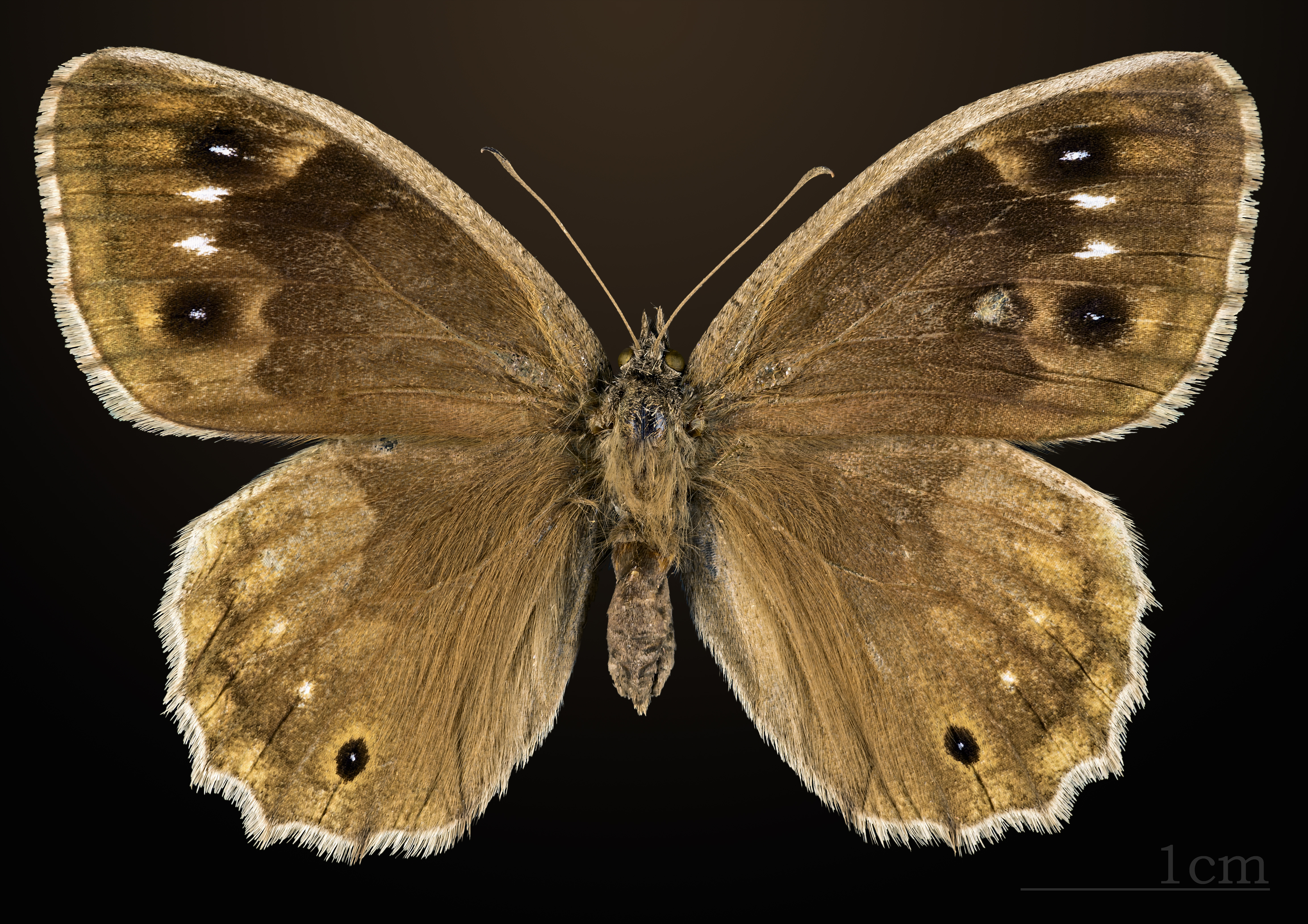
♀
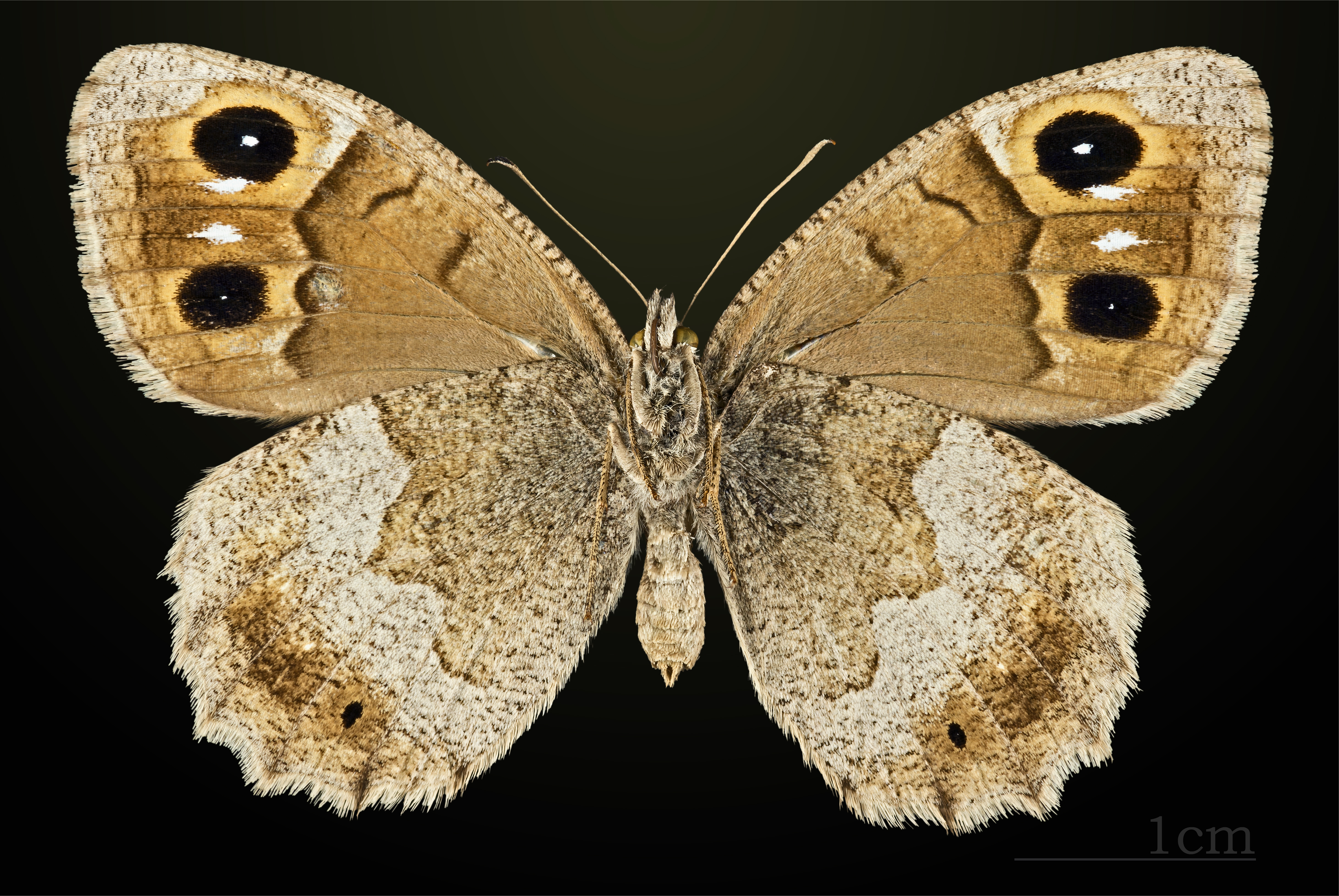
♀ △
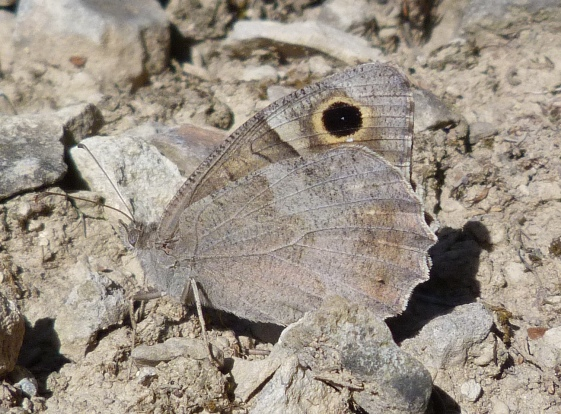
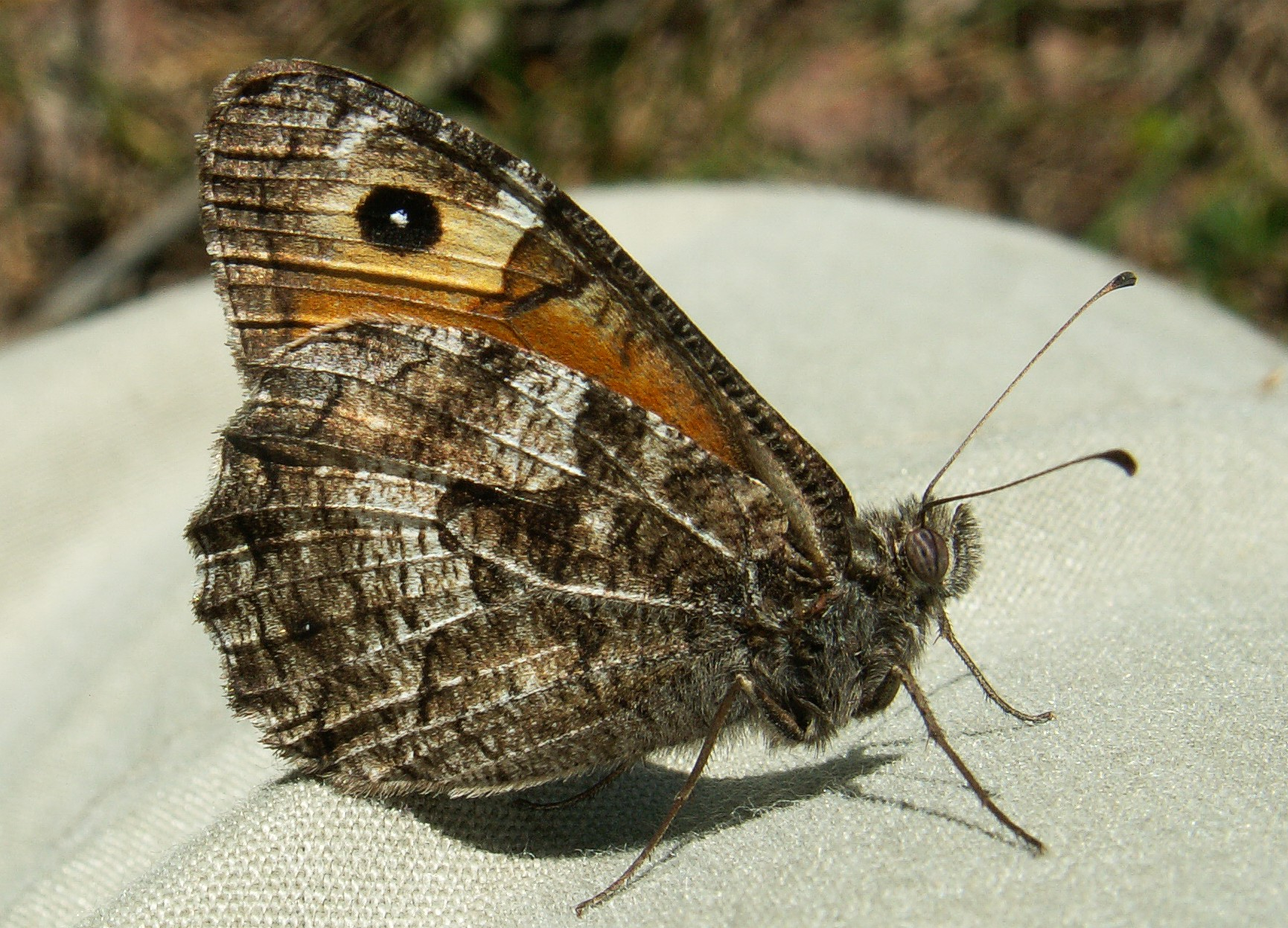